# Ribonuclease H
A ribonuclease H (RNase H ou RNH abreviada) é uma família de enzimas de endonuclease não específicas da sequência que catalisa a clivagem do RNA em um substrato de RNA/DNA por meio de um mecanismo hidrolítico. Os membros da família RNase H podem ser encontrados em quase todos os organismos, de bactérias a arquéias e eucariotos.
A família é dividida em grupos evolutivamente relacionados com preferências de substrato ligeiramente diferentes, ribonuclease H1 e H2 amplamente designada. O genoma humano codifica H1 e H2. A ribonuclease humana H2 é um complexo heterotrimérico composto por três subunidades, mutações em qualquer uma das causas genéticas de uma doença rara conhecida como síndrome de Aicardi-Goutières. Um terceiro tipo, intimamente relacionado ao H2, é encontrado apenas em alguns procariontes, enquanto H1 e H2 ocorrem em todos os domínios da vida. Adicionalmente, os domínios de ribonuclease H retroviral tipo RNase H1 ocorrem em proteínas de transcriptase reversa de múltiplos domínios, que são codificadas por retrovírus como o HIV e são necessárias para replicação viral.
Nos eucariotos, a ribonuclease H1 está envolvida na replicação do DNA do genoma mitocondrial. Tanto o H1 quanto o H2 estão envolvidos em tarefas de manutenção do genoma, como o processamento de estruturas de R-loop.

## Classificação e nomenclatura
A ribonuclease H é uma família de enzimas de endonuclease com uma especificidade de substrato compartilhada para a cadeia de RNA dos duplexes de RNA-DNA. Por definição, as RNases H clivam o fosfodiéster do esqueleto de RNA para deixar um grupo 3'hidroxila e 5'fosfato. As RNases H foram propostas como membros de uma superfamília evolutivamente relacionada que engloba outras nucleases e enzimas de processamento de ácidos nucléicos, tais como integrase retroviral, transposases de DNA, resolvases da junção de Holliday, proteínas Piwi e Argonaute, várias exonucleases e a proteína spliceossômica Prp8.
As RNases H podem ser amplamente divididas em dois subtipos, H1 e H2, que por razões históricas recebem designações de números arábicos em eucariotos e designações de números romanos em procariotas. Assim, a Escherichia coli RNase HI é um homólogo do Homo sapiens RNase H1. Em E. coli e em muitos outros procariotos, o gene rnhA codifica HI e o gene rnhB codifica HII. Uma terceira classe relacionada, chamada HIII, ocorre em algumas bactérias e arquéias; está intimamente relacionado às enzimas HII procarióticas.

## Estrutura

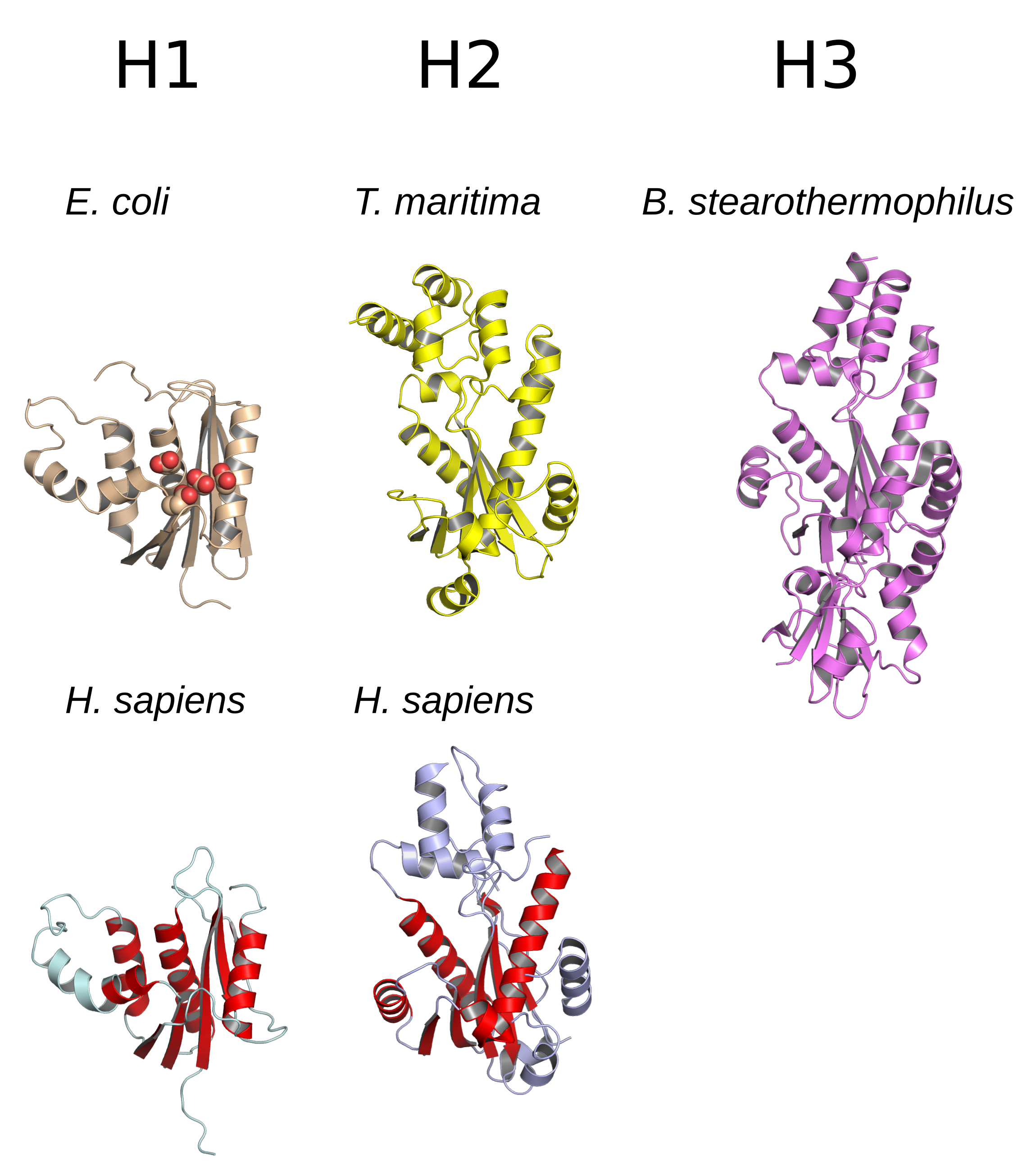
Comparação das estruturas das proteínas representativas da ribonuclease H de cada subtipo. Na proteína E. coli (bege, canto superior esquerdo), os quatro resíduos conservados do local ativo são mostrados como esferas. Nas proteínas de H. sapiens, o núcleo estrutural comum entre os subtipos H1 e H2 é mostrado em vermelho. As estruturas são prestados a partir de: E. coli, ; T. maritima, ; B. stearothermophilus, ; H. sapiens H1, ; H. sapiens,.

A estrutura da RNase H geralmente consiste em uma folha β de 5 filas cercada por uma distribuição de hélices α. Todas as RNases H têm um sítio ativo centrado em um motivo de sequência conservada composto por resíduos de aspartato e glutamato, frequentemente chamado de motivo DEDD. Esses resíduos interagem com os íons de magnésio necessários cataliticamente.
As RNases H2 são maiores que o H1 e geralmente têm hélices adicionais. A organização do domínio das enzimas varia; alguns membros procarióticos e a maioria dos eucarióticos do grupo H1 têm um pequeno domínio adicional no terminal N conhecido como "domínio de ligação híbrido", o que facilita a ligação aos duplexes híbridos RNA: DNA e às vezes confere maior processamento. Embora todos os membros do grupo H1 e os membros procarióticos do grupo H2 funcionem como monômeros, as enzimas eucarióticas H2 são heterotrímeros obrigatórios. As enzimas procarióticas HIII são membros do grupo H2 mais amplo e compartilham a maioria das características estruturais com H2, com a adição de um domínio de ligação à caixa TATA do terminal N. Os domínios da RNase retroviral H que ocorrem nas proteínas da transcriptase reversa de múltiplos domínios têm estruturas muito semelhantes ao grupo H1.
As RNases H1 foram extensivamente estudadas para explorar as relações entre estrutura e atividade enzimática. Eles também são usados, especialmente o homólogo de E. coli, como sistemas modelo para estudar a dobragem de proteínas. Dentro do grupo H1, foi identificada uma relação entre maior afinidade de ligação ao substrato e a presença de elementos estruturais que consistem em uma hélice e alça flexível, proporcionando uma superfície maior e mais básica de ligação ao substrato. A hélice C possui uma distribuição taxonômica dispersa; está presente nos homólogos de E. coli e da RNase H1 humana e ausente no domínio HIV RNase H, mas existem exemplos de domínios retrovirais com hélices C.

## Função
As enzimas da ribonuclease H clivam as ligações fosfodiéster do RNA em um híbrido de RNA: DNA de fita dupla, deixando um grupo hidroxila 3' e um grupo fosfato 5' em cada extremidade do local de corte. A RNase H1 e H2 têm preferências distintas de substrato e funções distintas, mas sobrepostas, na célula. Nos procariontes e nos eucariontes inferiores, nenhuma enzima é essencial, ao passo que ambos são considerados essenciais nos eucariontes superiores. A atividade combinada das enzimas H1 e H2 está associada à manutenção da estabilidade do genoma devido à degradação das enzimas do componente de RNA das alças R.

### Ribonuclease H1
As enzimas da ribonuclease H1 requerem pelo menos quatro pares de bases contendo ribonucleotídeo em um substrato e não podem remover um único ribonucleotídeo de uma fita que é de outra forma composta por desoxirribonucleotídeos. Por esse motivo, considera-se improvável que as enzimas RNase H1 estejam envolvidas no processamento de iniciadores de RNA de fragmentos de Okazaki durante a replicação do DNA. A RNase H1 não é essencial em organismos unicelulares onde foi investigada; em E. coli, os nocautes da RNase H1 conferem um fenótipo sensível à temperatura, e em S. cerevisiae, eles produzem defeitos na resposta ao estresse.
Em muitos eucariotos, incluindo mamíferos, os genes da RNase H1 incluem uma sequência de direcionamento mitocondrial, levando à expressão de isoformas com e sem o MTS presente. Como resultado, a RNase H1 está localizada nas mitocôndrias e no núcleo. Nos modelos de camundongos knockout, os mutantes nulos de RNase H1 são letais durante a embriogênese devido a defeitos na replicação do DNA mitocondrial. Os defeitos na replicação do DNA mitocondrial induzidos pela perda da RNase H1 provavelmente são devidos a defeitos no processamento do loop R.

### Ribonuclease H2
Nos procariontes, a RNase H2 é enzimaticamente ativa como uma proteína monomérica. Nos eucariotos, é um heterotrímero obrigatório composto por uma subunidade catalítica A e subunidades estruturais B e C. Enquanto a subunidade A é intimamente homóloga à RNase H2 procariótica, as subunidades B e C não têm homólogos aparentes nos procariotas e são mal conservadas em o nível de sequência mesmo entre eucariotos. A subunidade B medeia as interações proteína-proteína entre o complexo H2 e o PCNA, que localiza H2 nos focos de replicação.
As enzimas H2 procarióticas e eucarióticas podem clivar ribonucleotídeos únicos em uma fita. no entanto, eles têm padrões de clivagem e preferências de substrato ligeiramente diferentes: as enzimas procarióticas têm menor processabilidade e hidrolisam os ribonucleotídeos sucessivos com mais eficiência do que os ribonucleotídeos com um desoxirribonucleotídeo 5', enquanto as enzimas eucarióticas são mais processuais e hidrolisam os dois tipos de substrato com eficiência semelhante. A especificidade do substrato da RNase H2 confere um papel no reparo por excisão de ribonucleotídeos, removendo ribonucleotídeos não incorporados do DNA, além do processamento da alça R. Embora H1 e H2 estejam presentes no núcleo das células dos mamíferos, H2 é a fonte dominante da atividade da RNase H e é importante para manter a estabilidade do genoma.
Alguns procariontes possuem um gene adicional do tipo H2 designado RNase HIII na nomenclatura do número romano usada para os genes procarióticos. As proteínas HIII estão mais intimamente relacionadas ao grupo H2 por identidade de sequência e semelhança estrutural, mas possuem preferências de substrato que se assemelham mais a H1. Ao contrário de HI e HII, ambos amplamente distribuídos entre procariontes, o HIII é encontrado em apenas alguns organismos com distribuição taxonômica dispersa; é um pouco mais comum nas arqueias e raramente ou nunca é encontrado no mesmo genoma procariótico que o HI.

## Mecanismo
O local ativo de quase todas as RNases H contém quatro resíduos de aminoácidos carregados negativamente, conhecido como motivo DEDD; frequentemente histidina também está presente.
Os resíduos carregados ligam um ou dois íons metálicos necessários para a catálise; sob condições fisiológicas, esses são íons magnésio, mas o manganês também geralmente suporta a atividade enzimática, enquanto o cálcio pode inibi-lo. Embora os mecanismos catalíticos de dois íons metálicos sejam muito comuns em enzimas envolvidas na bioquímica do fosfato, tem sido objeto de debate na literatura se um ou dois íons são utilizados na catálise da RNase H. Em qualquer mecanismo proposto, pelo menos uma molécula de água participa da reação.
A maioria das evidências experimentais para o mecanismo de catálise da RNase H vem de medições realizadas em membros do grupo H1, geralmente o homólogo de E. coli . De acordo com as medições dessa proteína, um dos resíduos de aspartato tem um pKa elevado, enquanto outro tem um pKa anormalmente baixo. Não está claro se algum dos resíduos do local ativo participa da reação como base geral. Além disso, é possível que um dos átomos de oxigênio do substrato participe diretamente da reação como base.

## Na biologia humana
O genoma humano contém quatro genes que codificam a RNase H:
- RNASEH1, um exemplo do subtipo H1 (monomérico)
- RNASEH2A, a subunidade catalítica do complexo H2 trimérico
- RNASEH2B, uma subunidade estrutural do complexo H2 trimérico
- RNASEH2C, uma subunidade estrutural do complexo H2 trimérico

Além disso, o material genético de origem retroviral aparece frequentemente no genoma, refletindo a integração dos genomas dos retrovírus endógenos humanos. Tais eventos de integração resultam na presença de genes que codificam a transcriptase reversa retroviral, que inclui um domínio da RNase H. Um exemplo é o ERVK6. Retrotransposons de repetição terminal longos também são comuns no genoma e geralmente incluem seus próprios domínios de RNase H, com uma história evolutiva complexa.

### Papel na doença

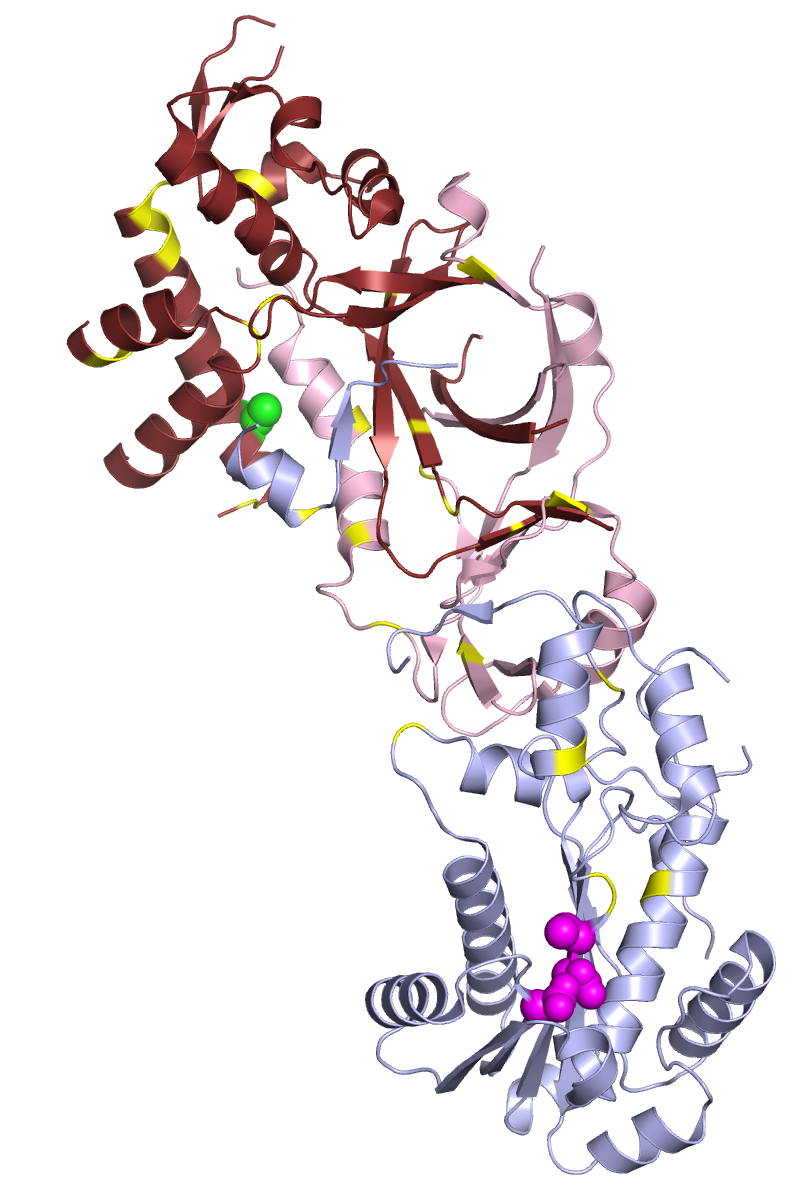
A estrutura do complexo H2 humano trimérico, com a subunidade A catalítica em azul, a subunidade B estrutural em marrom e a subunidade C estrutural em rosa. Embora as subunidades B e C não interajam com o site ativo, elas são necessárias para a atividade. Os resíduos catalíticos no local ativo são mostrados em magenta. As posições mostradas em amarelo são aquelas com mutações AGS conhecidas. A mutação AGS mais comum - alanina para treonina na posição 177 da subunidade B - é mostrada como uma esfera verde. Muitas dessas mutações não interrompem a atividade catalítica in vitro, mas desestabilizam o complexo ou interferem nas interações proteína-proteína com outras proteínas da célula.

Em pequenos estudos, mutações na RNase H1 humana foram associadas à oftalmoplegia externa progressiva crônica, uma característica comum da doença mitocondrial.
Mutações em qualquer uma das três subunidades da RNase H2 estão bem estabelecidas como causas de um distúrbio genético raro conhecido como síndrome de Aicardi-Goutières (AGS), que se manifesta como sintomas neurológicos e dermatológicos desde tenra idade. Os sintomas da SAG se assemelham aos da infecção viral congênita e estão associados à regulação positiva inadequada do interferon tipo I. A AGS também pode ser causada por mutações em outros genes: TREX1, SAMHD1, ADAR e MDA5/IFIH1, todos envolvidos no processamento de ácidos nucleicos. A caracterização da distribuição mutacional em uma população de pacientes com SGA encontrou 5% de todas as mutações com SGA no RNASEH2A, 36% em 2B e 12% em 2C. As mutações em 2B foram associadas a um comprometimento neurológico um pouco mais leve e a uma ausência de regulação positiva de genes induzida por interferon que pode ser detectada em pacientes com outros genótipos associados à SGA.

## Em vírus

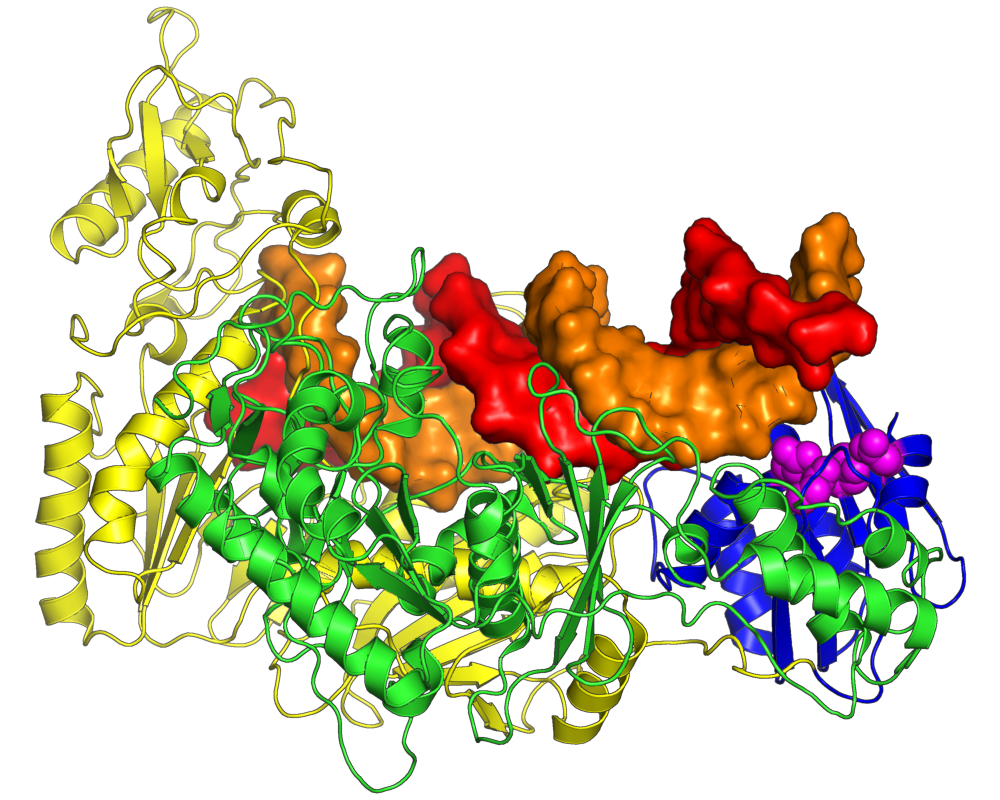
A estrutura cristalina do heterodímero da transcriptase reversa do HIV (amarelo e verde), com o domínio RNase H mostrado em azul (sítio ativo nas esferas magentas). A fita laranja do ácido nucleico é o RNA, a fita vermelha é o DNA.

Dois grupos de vírus usam a transcrição reversa como parte de seus ciclos de vida: retrovírus, que codificam seus genomas em RNA de fita simples e se replicam por meio de um DNA intermediário de fita dupla; e vírus dsDNA-RT, que replicam seus genomas de DNA de fita dupla através de um intermediário de RNA "pré-genoma". Exemplos patogênicos incluem vírus da imunodeficiência humana e vírus da hepatite B, respectivamente. Ambos codificam proteínas grandes de transcriptase reversa multifuncional (RT) contendo domínios de RNase H.
As proteínas retrovirais de RT do HIV-1 e o vírus da leucemia murina são os membros mais bem estudados da família. O RT retroviral é responsável pela conversão do genoma de RNA de fita simples do vírus em DNA de fita dupla. Esse processo requer três etapas: primeiro, a a atividade da polimerase de DNA dependente de RNA produz DNA de fita negativa a partir do modelo de RNA de fita positiva, gerando um intermediário híbrido RNA: DNA; segundo, a cadeia de RNA é destruída; e terceiro, a atividade da polimerase de DNA dependente de DNA sintetiza o DNA de fita positiva, gerando DNA de fita dupla como produto final. A segunda etapa deste processo é realizada por um domínio RNase H localizado no terminal C da proteína RT.
RNase H executa três tipos de acções: clivagem de degradação não-específica do genoma de ARN de cadeia mais, remoção específica do minus-strand tRNA iniciador, e remoção do iniciador além de cadeia rica em purinas do tracto polipurino (PPT). A RNase H desempenha um papel na iniciação da cadeia positiva, mas não no método convencional de sintetizar uma nova sequência de iniciador. Em vez disso, a RNase H cria um "primer" do PPT que é resistente à clivagem da RNase H. Ao remover todas as bases, exceto o PPT, o PPT é usado como um marcador para o final da região U3 de sua repetição terminal longa.
Como a atividade da RNase H é necessária para a proliferação viral, esse domínio foi considerado um alvo de drogas para o desenvolvimento de drogas antirretrovirais usadas no tratamento do HIV/AIDS e outras condições causadas por retrovírus. Foram identificados inibidores da RNase retroviral H de vários quimiotipos diferentes, muitos dos quais possuem um mecanismo de ação baseado na quelação dos cátions do sítio ativo. Os inibidores da transcriptase reversa que inibem especificamente a função da polimerase da RT estão em uso clínico generalizado, mas não são inibidores da função da RNase H; é a única função enzimática codificada pelo HIV que ainda não é alvo de medicamentos em uso clínico.

## Evolução
As RNases H são amplamente distribuídas e ocorrem em todos os domínios da vida. A família pertence a uma superfamília maior de enzimas nuclease e é considerada evolutivamente antiga. Nos genomas procarióticos, múltiplos genes da RNase H estão frequentemente presentes, mas há pouca correlação entre a ocorrência dos genes HI, HII e HIII e as relações filogenéticas gerais, sugerindo que a transferência horizontal de genes pode ter desempenhado um papel no estabelecimento da distribuição dessas enzimas. A RNase HI e HIII raramente ou nunca aparecem no mesmo genoma procariótico. Quando o genoma de um organismo contém mais de um gene da RNase H, eles às vezes apresentam diferenças significativas no nível de atividade. Essas observações foram sugeridas para refletir um padrão evolutivo que minimiza a redundância funcional entre os genes da RNase H. A RNase HIII, que é exclusiva dos procariontes, tem uma distribuição taxonômica dispersa e é encontrada tanto nas bactérias quanto nas arqueias; acredita-se que tenha divergido do HII bastante cedo.
A trajetória evolutiva da RNase H2 em eucariotos, especialmente o mecanismo pelo qual os homólogos eucarióticos se tornaram heterotrímeros obrigatórios, não é clara; as subunidades B e C não possuem homólogos aparentes em procariontes.

## Formulários
Como a RNase H especificamente degrada apenas o RNA em híbridos de RNA: DNA de fita dupla, é comumente usada como reagente de laboratório em biologia molecular . Preparações purificadas de E. coli RNase HI e HII estão disponíveis comercialmente. A RNase HI é frequentemente usada para destruir o molde de RNA após a síntese complementar de DNA (cDNA) da primeira fita por transcrição reversa. Também pode ser usado para clivar sequências específicas de RNA na presença de pequenos segmentos complementares de DNA. Técnicas altamente sensíveis, como ressonância plasmônica de superfície, podem ser usadas para detecção. A RNase HII pode ser usada para degradar o componente iniciador de RNA de um fragmento de Okazaki ou para introduzir cortes de fita simples em posições contendo um ribonucleotídeo. Uma variante da PCR de arranque a quente, conhecida como PCR dependente de RNase H ou rhPCR, foi descrita usando uma RNase HII termoestável do arco hipertermofílico Pyrococcus abyssi. De notar, a proteína inibidora da ribonuclease normalmente utilizada como reagente não é eficaz na inibição da atividade de HI ou HII.

## História
As ribonucleases H foram descobertas no laboratório de Peter Hausen quando os pesquisadores descobriram a atividade da endonuclease híbrida RNA: DNA no timo de bezerros em 1969 e deram o nome de "ribonuclease H " para designar sua especificidade híbrida. A atividade da RNase H foi posteriormente descoberta em E. coli e em uma amostra de oncovírus com genomas de RNA durante os primeiros estudos de transcrição reversa viral. Mais tarde ficou claro que o extrato de timo de bezerro continha mais de uma proteína com atividade da RNase H e que E. coli continha dois genes da RNase H. Originalmente, a enzima agora conhecida como RNase H2 nos eucariotos foi designada H1 e vice-versa, mas os nomes das enzimas eucarióticas foram trocados para coincidir com os de E. coli para facilitar a análise comparativa, produzindo a nomenclatura moderna na qual as enzimas procarióticas são designadas. com algarismos romanos e as enzimas eucarióticas com algarismos arábicos. A RNase HIII procariótica, relatada em 1999, foi o último subtipo de RNase H a ser identificado.

A caracterização da RNase H2 eucariótica foi historicamente um desafio, em parte devido à sua baixa abundância. Esforços cuidadosos na purificação da enzima sugeriram que, ao contrário da E. coli RNase H2, a enzima eucariótica tinha várias subunidades. O homólogo de S. cerevisiae da proteína E. coli (ou seja, a subunidade H2A) foi facilmente identificável pela bioinformática quando o genoma da levedura foi sequenciado, mas a proteína correspondente foi encontrada sem atividade enzimática isolada. Eventualmente, as subunidades B e C da levedura foram isoladas por co-purificação e consideradas necessárias para a atividade enzimática. No entanto, as subunidades B e C da levedura têm uma identidade de sequência muito baixa para seus homólogos em outros organismos, e as proteínas humanas correspondentes foram identificadas conclusivamente somente após mutações nos três causarem a síndrome de Aicardi-Goutières.